# Rhum agricole

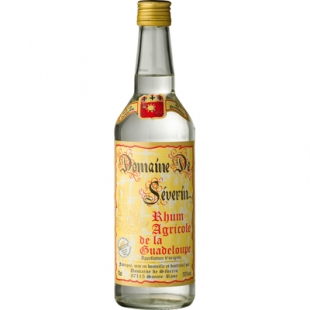
Rhum blanc agricole de Guadeloupe

Le rhum agricole initialement appelé rhum z'habitant[réf. nécessaire] aux Antilles françaises, est un alcool de canne, produit par fermentation et distillation du jus de la canne à sucre, le vesou. Il est distillé dans certains pays des Antilles et de l'Amérique latine, à l'île de La Réunion et à l'île Maurice dans l'océan Indien mais aussi en Asie du Sud-Est (Thaïlande, Viêt  Nam, Laos, Cambodge) et au Vanuatu. Le rhum agricole de la Martinique est le seul à bénéficier d'une Appellation d'Origine Contrôlée (AOC).
Le rhum agricole se distingue du rhum industriel, ou rhum de mélasse (résidu de sucrerie), qui est majoritairement produit dans les régions d'influence anglaise ou espagnole.

## Histoire
Dès 1635, les colons français installés dans les Antilles introduisent des cultures d'exportation comme le café ou le coton. Des essais d'acclimatation de la canne à sucre sont tentés. La canne est tout d'abord cultivée pour la production du sucre. Cette culture n'est pas très rentable car seule une partie du jus est utilisée. Une solution est trouvée lorsqu'on s'aperçoit que le jus fermenté par la chaleur et les levures naturelles donne une boisson alcoolisée.
En 1694, Jean-Baptiste Labat imagine de distiller cette boisson, créant ainsi une eau-de-vie qui, après quelques évolutions, est devenue le rhum, les sucreries ajoutent alors rapidement une distillerie à leur installation.
Les sirops ainsi produits prennent une place prépondérante dans les échanges internationaux. En 1767, la Martinique compte 450 sucreries-distilleries. En 1870, la canne occupe 57 % des surfaces agricoles de la Martinique.
L'effondrement des cours du sucre provoqué par le sucre de betterave pousse les planteurs à trouver d'autres débouchés, c'est l'origine de l'industrie du rhum agricole. En 1902, l'éruption de la Montagne Pelée réduit de moitié la production martiniquaise mais la Première Guerre mondiale relance l'activité car le rhum devient un des nerfs de la guerre, soutenant le moral des poilus.
En 1918, les producteurs de rhum de la métropole s'inquiètent de la concurrence des colonies et obtiennent en 1922 une loi limitant les importations.
Dans les années 1960, la production de rhum agricole égale presque le niveau de production du rhum industriel. Au début des années 1970, la production de rhum agricole dépasse celle de rhum industriel.
En novembre 1996, le rhum agricole de Martinique obtient une Appellation d'Origine Contrôlée (AOC).

## Mode de production

### Récolte de la canne
Depuis le début des années 1990, deux modes de coupe coexistent :
- la coupe manuelle, en voie de disparition et réservée aux terrains trop accidentés. Les cannes sont livrées entières, débarrassées de leur feuillage. La récolte est alors parfois précédée d'un brûlis pour éliminer les feuilles sèches, ce qui permet de faciliter la coupe, et de faire fuir les éventuels serpents. Seules les feuilles brûlent et pas la canne en elle-même, cependant la chaleur du brûlis donne selon les amateurs un goût particulier au jus et donc au rhum.
- la coupe mécanisée. Une machine (récolteuse-tronçonneuse-chargeuse) coupe la canne et la débite en tronçons d'environ 20 cm.

Cette coupe intervient une fois par an, durant la saison sèche.

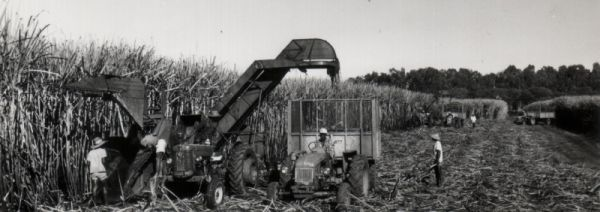
Récolte mécanique de la canne (Dzamandzar, Madagascar)

### Réception de la canne
Les cannes sont livrées assez rapidement après la coupe afin d'éviter la dégradation des sucres contenus dans la canne, d'autant plus si la récolte a été mécanique car le conditionnement en tronçons augmente la surface de contact entre le cœur de la canne et l'air. Selon les lieux, la livraison s'effectue en charrettes (à bœufs dans le passé) ou dans des remorques tirées par des tracteurs pour les cannes entières, et en camions à fond roulant ou en semi-remorques pour celles récoltées et débitées mécaniquement (tendance en forte progression).

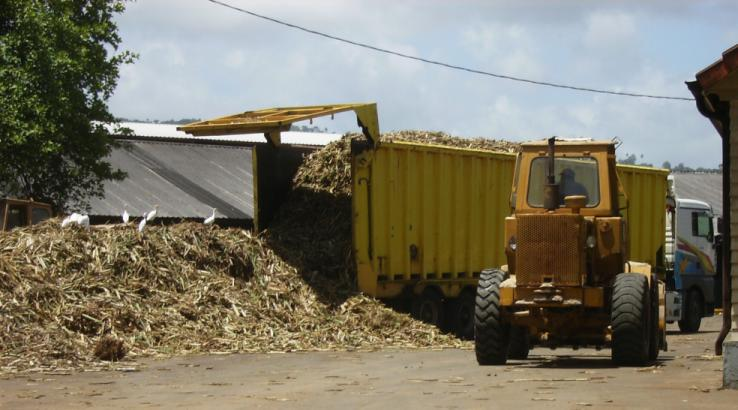
Livraison de la canne par camion à fond roulant (Usine Saint James - Sainte-Marie)

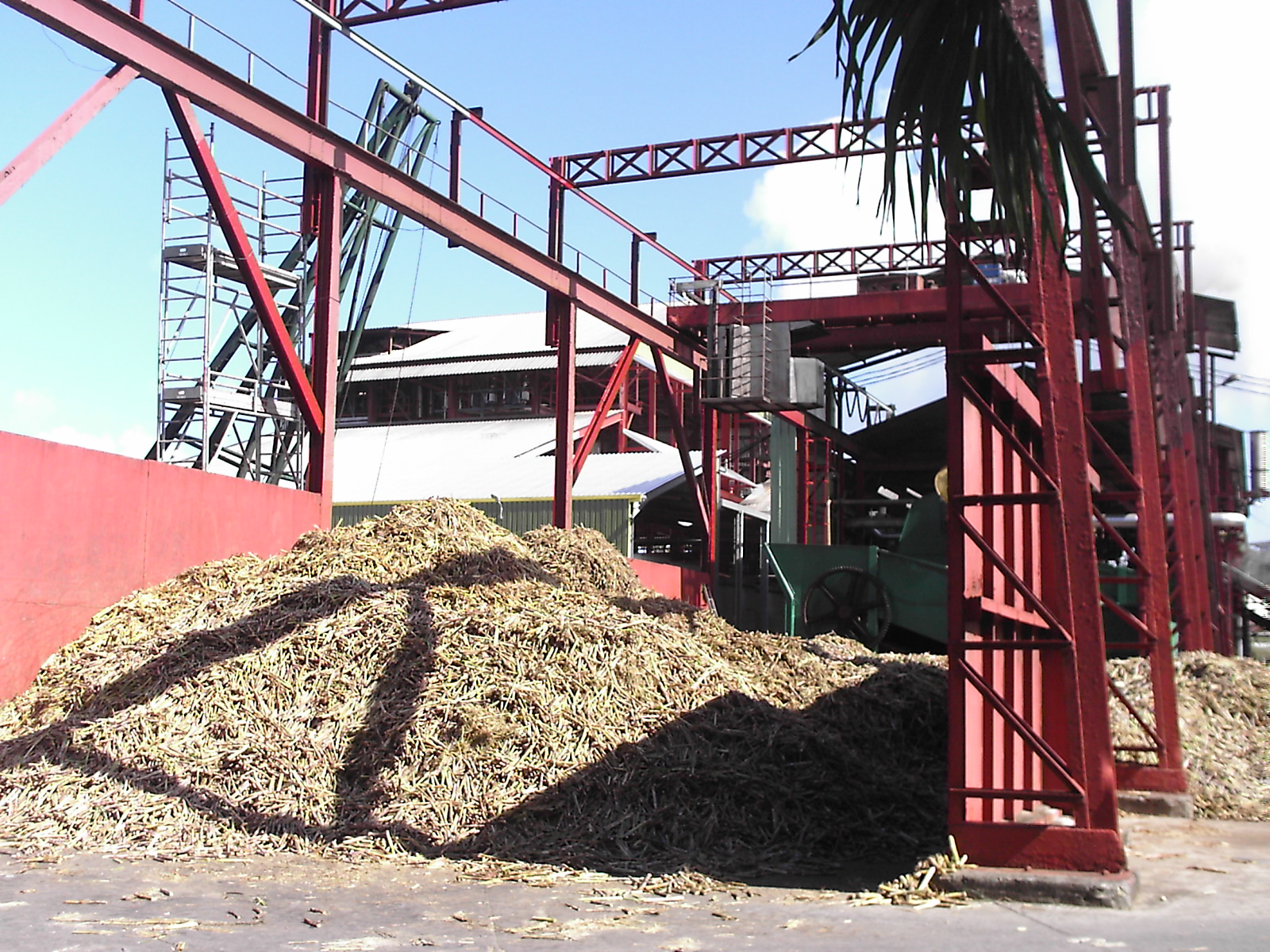
stockage des cannes avant broyage (Usine Saint James - Sainte-Marie)

À l'arrivée, elles sont contrôlées (poids, teneur en sucre, pH ; les résultats de ce contrôle sont notamment utilisés pour déterminer le paiement aux producteurs).

### Broyage
Si les cannes sont entières (coupe manuelle), elles sont d'abord débitées en tronçons d'environ 20 cm. Ces tronçons sont ensuite broyés par une série de moulins et arrosés entre chaque broyage pour optimiser l'extraction du jus.
Les résidus de ce broyage appelés bagasse sont stockés pour servir de combustible à l'usine (chauffage des colonnes à distiller, production d'électricité).

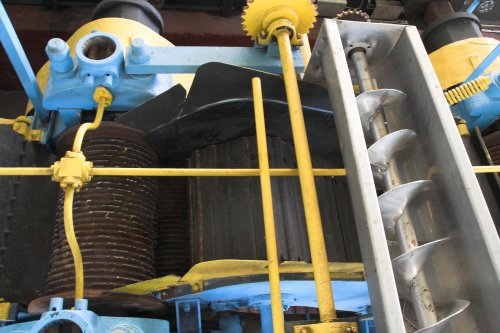
Moulins de broyage de canne (Distillerie Trois-Rivieres)

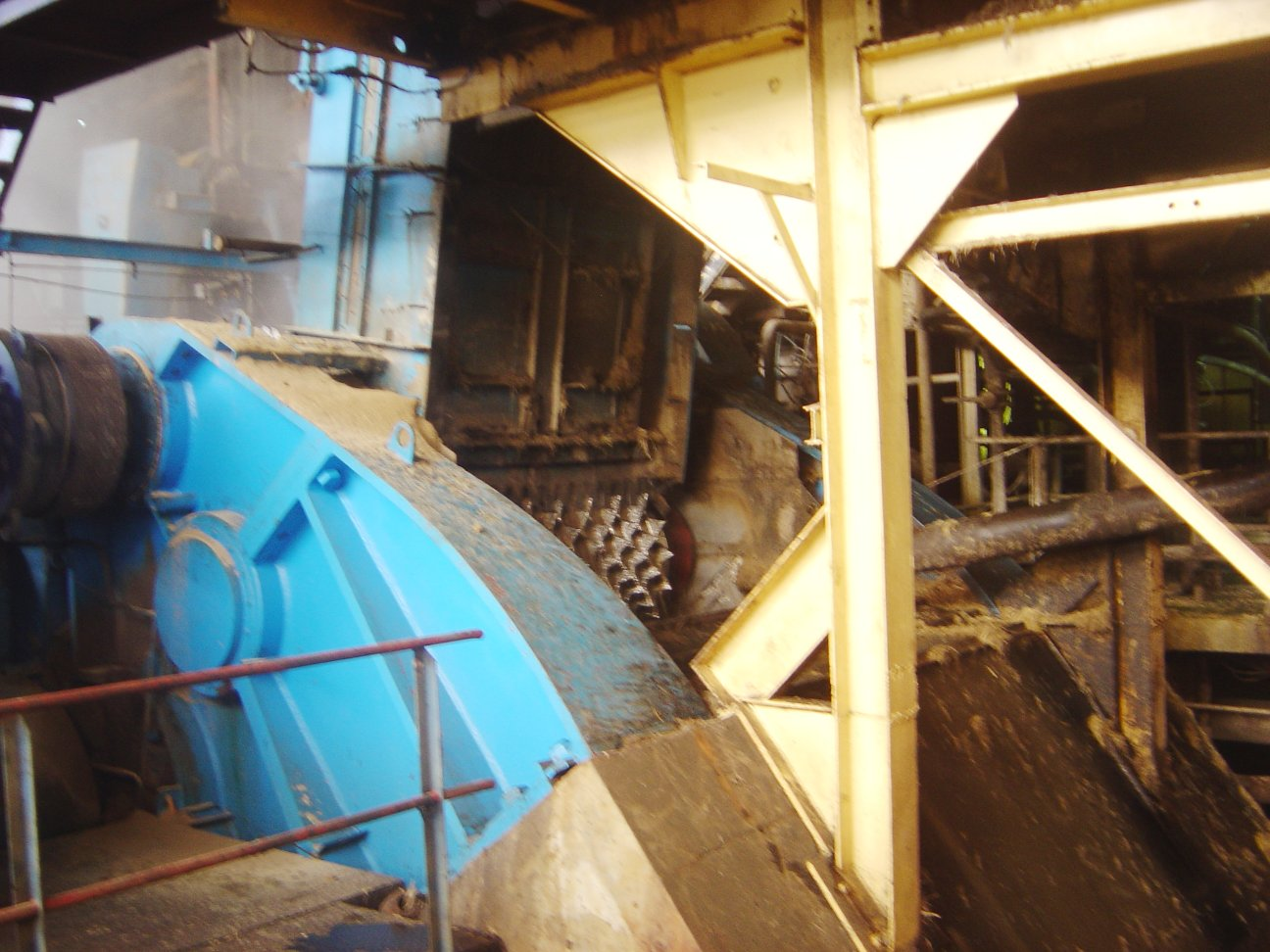
Broyage de la canne dans une usine

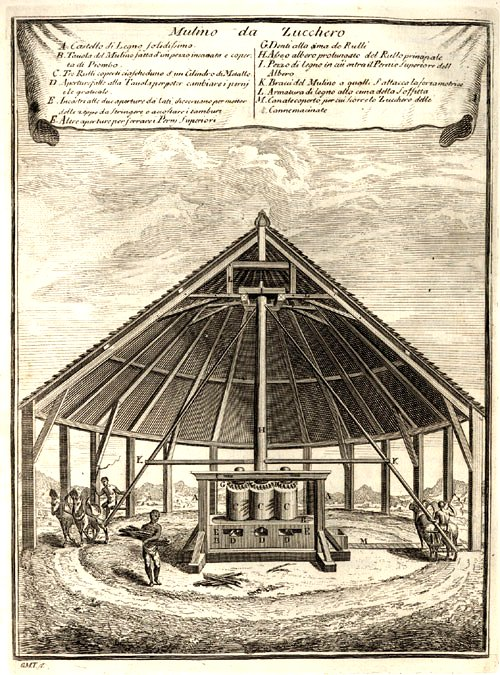
Broyage de la canne par des moulins (XVIIIe siècle)

Le jus obtenu est placé en cuves pour la suite du processus de fabrication.

### Fermentation

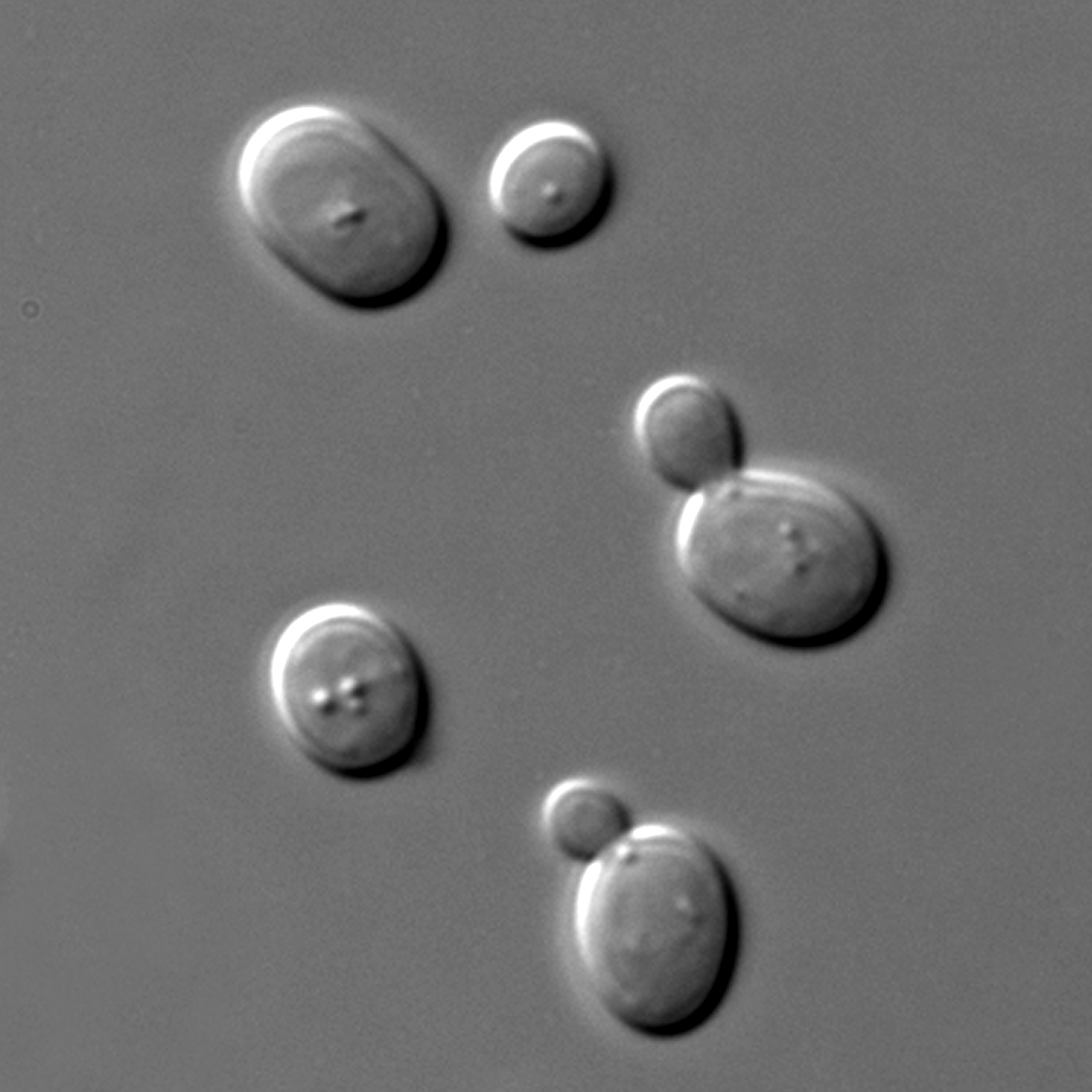
Saccharomyces cerevisiae

Le jus de canne ou vesou contient beaucoup de sucre qu'il faut transformer en alcool. Cette transformation s'effectue sous l'influence de levures qui déclenchent la fermentation éthylique.
Traditionnellement les levures utilisées étaient celles naturellement présentes dans la canne. Afin d'accélérer le processus et de le rendre plus reproductible de nombreuses distilleries ensemencent une fraction du jus avec des levures puis chauffent cette fraction afin d'accélérer le développement des levures. Cette partie du jus est ensuite utilisée pour ensemencer à son tour le reste du jus.
On obtient ainsi au bout de 24 h un "vin de canne" à 5°.
Selon le décret de classement de l’appellation, les distilleries ne peuvent utiliser pour la production des rhums de Martinique AOC que les levures du genre saccharomyces. La principale levure utilisée est de type Saccharomyces cerevisiae appelée aussi levure de bière ou levure de boulanger.

### Distillation

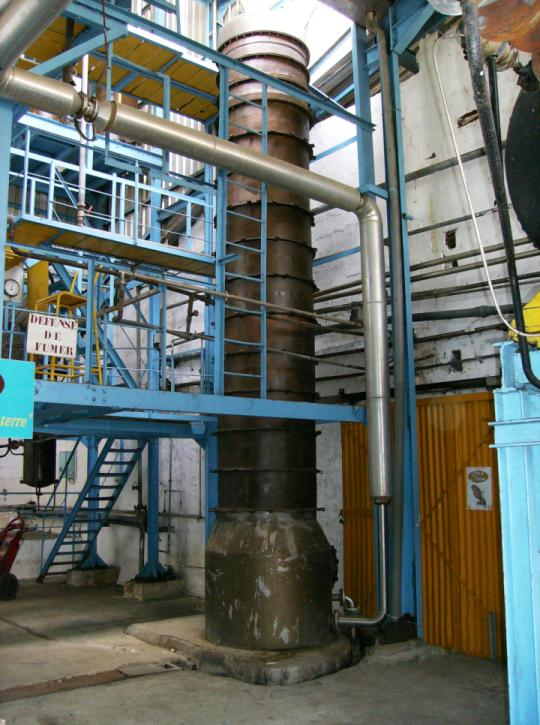
Colonne à distiller (Trois-Rivières, Martinique, en 2007): les anneaux sur le pourtour de la colonne correspondent aux plateaux

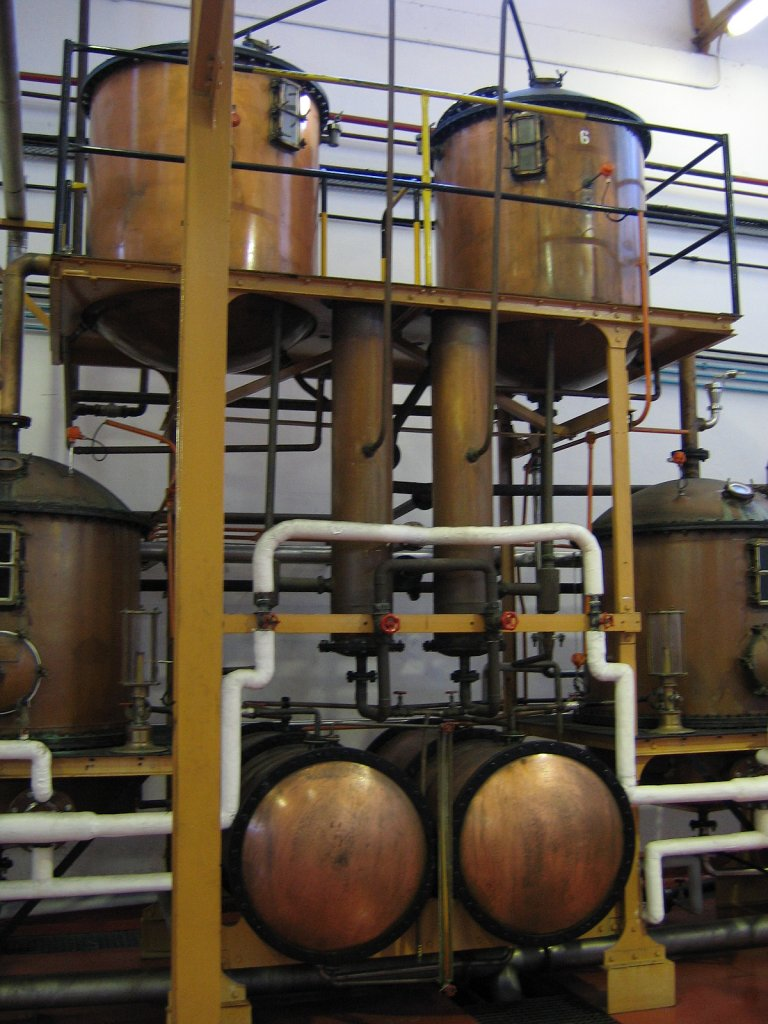
Une distillerie d'eau-de-vie en Afrique du Sud, on peut voir les chauffe-vins en haut

Ce vin est ensuite distillé. La distillation se fait dans une colonne à distiller qui est composée de plateaux. Ces plateaux sont de deux types : épuisement et concentration suivant la position dans la colonne par rapport au plateau d’injection du vin (épuisement en dessous, concentration au dessus).
Le décret d'AOC « rhum agricole Martinique » impose un nombre de plateaux d'épuisement en inox ou cuivre, compris entre 15 et 25 et d'un diamètre compris entre 90 et 180 cm. Selon le même décret, le nombre de plateaux de concentration en cuivre est compris entre 5 et 9 et d'un diamètre de 80 à 155 cm.
Cette distillation est dite continue sans repasse car contrairement aux anciennes méthodes de distillation, la distillation ne s'effectue pas en repassant plusieurs fois le liquide dans le même dispositif pour en élever progressivement la concentration en alcool.
Le vin est introduit par le milieu de la colonne et descend de plateau en plateau. En chemin il rencontre la vapeur qui est introduite par le bas de la colonne. La vapeur barbote dans le vin et le réchauffe, se chargeant ainsi en alcool et principes aromatiques. Les vapeurs alcooliques sont ainsi entraînées et concentrées vers le haut, et sortent de la colonne pour être condensées afin d’obtenir le rhum brut de colonne titrant entre 65 et 75° pour l’AOC. Certaines distilleries commercialisent directement ce distillat ou "brut de colonne" à l'instar des "cuvée The Bolokos", de Rhum Montebello.
Le refroidissement est effectué dans un chauffe vin qui permet d'échanger la chaleur entre le vin froid qui sera introduit dans la colonne et la vapeur en sortant.
Une partie du liquide est en général réintroduite en haut la colonne afin d'obtenir une meilleure concentration en alcool. Cette réintroduction est appelée reflux.
Ce rhum brut de colonne est ensuite dilué ou pas en fonction de la commercialisation souhaitée.
Ce rhum a trois destinations : le rhum blanc agricole, le rhum ambré agricole et le rhum vieux agricole.

## Variétés de rhums agricoles

### Le rhum blanc
Le rhum produit par distillation est stocké en cuve en inox, puis ramené à des teneurs alcooliques de 40° à 60° par adjonction d'eau de source ou eau distillée, puis embouteillé.

### Le rhum Élevé sous bois
Il s’agit de rhum blanc mis en vieillissement dans des fûts en chêne ou dans des foudres en chêne pouvant atteindre 11 000 litres.
- le « rhum paille »®[7] ou « rhum ambré » est un rhum qui a séjourné environ 12 mois en foudre de chêne

Pour bénéficier de l’appellation rhum vieux, le rhum doit avoir séjourné en fûts de chêne : 
- Vieillissement court 2 ans pour un rhum VS ;
- au minimum trois ans pour un rhum VO ;
- au minimum quatre ans pour un rhum VSOP (Very Superior Old Pale) ;
- au minimum six ans pour un rhum XO (eXtra Old) ;
- de 5 à 7 ans pour un rhum vieux traditionnel ;
- de 8 à 12 ans pour un rhum vieux hors d'âge ;
- 15 ans et plus pour rhum vieux millésimé ;
- jusqu'à 70 ans pour les années exceptionnelles.

Une fois embouteillé, le rhum n'évolue plus, contrairement au vin et ainsi un rhum de 8 ans aura toujours 8 ans même si on conserve la bouteille plus de 50 ans.

## Appellation d’origine contrôlée (AOC)
Par décret du 5 novembre 1996 publié dans le Journal officiel de la République française du 8 novembre, le rhum agricole de la Martinique a obtenu une « AOC Martinique ».
Actuellement la Martinique est le seul département d'outre-mer et dans le monde à bénéficier d'une AOC.
Cette AOC a été délivrée par l’Institut national des appellations d'origine, après plus de vingt ans de démarches de la part des acteurs de la filière. Première AOC d’outre-mer et de surcroît pour un alcool blanc, celle-ci classe dorénavant le rhum agricole martiniquais parmi les alcools nobles liés à une origine géographique. Cette Appellation traduit la typicité du « Rhum agricole Martinique », expression du lien intime entre la production, le terroir et le savoir-faire des hommes, perpétué au fil des générations.

## Indication géographique protégée
Depuis le 22 janvier 2015, certains rhums français ont obtenu l’IGP (indication géographique protégée). il s'agit des :
- « Rhum de la Guadeloupe » ou « Rhum de Guadeloupe » ou « Rhum Guadeloupe »
- « Rhum de La Réunion » ou « Rhum Réunion » ou « Rhum de Réunion » ou « Rhum de l’île de La Réunion »
- « Rhum agricole de la Guyane » ou « Rhum agricole de Guyane » ou « Rhum agricole Guyane »
- « Rhum de la baie du Galion » ou « Rhum Baie du Galion » en Martinique (rhum de mélasses)
- « Rhum des Antilles françaises »
- « Rhum des départements français d’outre-mer » ou « Rhum de l’outre-mer français »[9].

L’adjonction de la mention « agricole » à l’IGP précise que le rhum provient exclusivement de jus de canne, l’adjonction de la mention « de sucrerie » à l’IGP précise que le rhum provient exclusivement de mélasses, en l’absence de ces 2 mentions complémentaires, le rhum provient de mélange de jus de canne et de mélasse.

## Distilleries
Les distilleries suivantes produisent du rhum agricole :

### Guadeloupe
Il existe en Guadeloupe dix distilleries fumantes (en activité) produisant du rhum agricole

### Martinique
Il existe en Martinique sept distilleries fumantes produisant du rhum agricole.

### Haïti
- Rhum Barbancourt

### Guyane française
- Rhum Saint-Maurice

### Île de La Réunion
- Rivière du Mât produit du rhum agricole à 45°
- Isautier produit du rhum agricole à 55°
- Savanna produit du rhum agricole à 45°
- La Part des Anges produit du rhum agricole à 45° sous la marque Sublim'Canne
- La sucrerie-distillerie Payet & Rivière produit du rhum agricole 50°.

Le Rhum Charrette est une coopération entre les trois premières distilleries et n'est pas un rhum agricole mais industriel.

### Île Maurice
La distillation y est pratiquée depuis le XIXeme siècle selon la méthode traditionnelle après que les hollandais y introduisent la canne à sucre depuis l’île de Java au XVIeme siècle. Il y eut jusqu’à 40 distilleries sur l’île.
Une loi appliquée de 1933 à 2000 obligeait les distilleries à produire de l’alcool titrant au moins 93 degrés… ce qui donnait au rhum mauricien une très mauvaise réputation.
Depuis 2001, on observe un renouveau du rhum mauricien élaboré en grande partie selon la méthode agricole.
Parmi les distilleries en activité, il y a :
- Le rhum Labourdonnais, au nord de l’île
- Le domaine Saint Aubin
- La rhumerie de Chamarel, à Chamarel, au sud-ouest de l’île, fondée en 1996

### Remarque
La cachaça est une eau-de-vie brésilienne également obtenue à partir de vesou, avec un autre procédé de fabrication que le rhum agricole, d'où une appellation propre. En portugais, la cachaça est dénommée « aguardente de cana » par opposition à l' « aguardente de melado » produite à partir de mélasse.